# Большой Уркат
Большой Уркат (м. Оцю Уркат, Сире Саньф, буквально — «выкорчёванное место») — село в Ельниковском районе Мордовии. Входит в Ельниковское сельское поселение.

## География
Расположено на берегу р. Уркат (название-гидроним), в 8 км от районного центра и 95 км от железнодорожной станции Ковылкино.

## История
В исторических документах упоминается с 17 в. В «Списке населённых мест Пензенской губернии» (1869) Большой Уркат — деревня казённая из 61 двора Краснослободского уезда. В 1913 году в селе было 113 дворов (816 чел.); церковно-приходская школа, церковь, хлебозапасный магазин, паровая и водяная мельницы, шерсточесалка, 2 кузницы, трактир. В 1930 году насчитывался 141 двор (839 чел.). На базе колхоза в 1997 году организован СХПК «Искра». В селе есть средняя школа, Дом культуры, библиотека, медпункт. В пойме реки — залежи торфа, который используют для удобрения полей. Добывают и обжигают известковый камень.

## Население
| 2002 | 2010 |
| ---- | ---- |
| 260  | ↘219 |

Национальный состав
Согласно результатам Всероссийской переписи населения 2002 года, в национальной структуре населения мордва-мокша составляли 85 %.

## Источник
- Энциклопедия Мордовия, А. Д. Шуляев.